# Gerald Vanenburg
Gerald Mervin Vanenburg (Utrecht, 5 de Março de 1964) é um ex-futebolista neerlandês, que atuava como meia.
Ele acumulou, na  Eredivisie, cerca de 372 jogos e 112 gols para o Ajax e o PSV combinados, conquistando quinze títulos entre os dois clubes, incluindo a Copa da Europa de 1988 com o último. Posteriormente, ele jogou no Japão, França e Alemanha, em uma carreira profissional de 20 anos.

## Carreira
Nascido em Utrecht de ascendentes do Suriname, Vanenburg terminou sua formação de futebol com o AFC Ajax e fez sua estreia no Eredivisie exatamente um mês depois do seu 17º aniversário, contra o ADO Den Haag. Ele terminou sua primeira temporada com 11 jogos e três gols, sendo logo chamado de Vaantje e Geraldinho por suas habilidades acima da média.
Vanenburg tornou-se um adiantamento incontestável para o lado de Amesterdã pouco depois, fornecendo inúmeras assistências para atacantes como Marco van Basten e Wim Kieft e adicionando 30 ele mesmo em duas temporadas combinadas, já que o clube ganhou campeonatos nacionais consecutivos.
Antes de partir em junho de 1986, ele marcou em dois dígitos em mais duas temporadas. Ele mesmo, van Basten, Kieft estavam entre um fluxo constante de jovens talentosos que também incluíam Frank Rijkaard que ajudou a conquistar três títulos entre 1982 e 1985.
Vanenburg assinou para o PSV Eindhoven para 1986-87, marcando nove gols em 34 jogos em sua primeira temporada, que terminou na conquista do campeonato. Ele fez parte da equipe que ganhou o triplo na campanha seguinte, como o jogador que aparece na final da Copa da Europa e converteu seu pênalti contra o SL Benfica. A espinha dorsal desta equipe vencedora foi formada por muitos de seus ex-companheiros no Ajax, incluindo Frank Arnesen, Kieft, Ronald Koeman e Søren Lerby.
Tendo rejeitado um movimento lucrativo para AS Roma, Vanenburg jogou e marcou regularmente para o PSV nas cinco temporadas seguintes, ganhando mais três ligas e duas Copas Neerlandesas. Ele apareceu em quase 500 jogos oficiais entre os dois clubes, marcando quase 150 gols. Ele também foi um dos cinco jogadores europeus a alcançar a conquista de quatro competições - três com seu clube e um com a seleção nacional - no mesmo ano, sendo os outros companheiros de equipe Berry van Aerle, Hans van Breukelen, Kieft e Koeman.
Vanenburg fez sua estreia na seleção dos Países Baixos em 14 de abril de 1982 com apenas 18 anos, jogando 90 minutos de uma vitória amistosa 1-0 com a Grécia, em Eindhoven.[carece de fontes?] Vanenburg foi membro do time neerlandês no Campeonato Mundial da Juventude FIFA de 1983. Ele foi selecionado para o torneio da UEFA Euro 1988 na Alemanha Ocidental, aparecendo em todos os jogos, quando o Oranje venceu a competição.
Vanenburg também foi escolhido pelo gerente Leo Beenhakker para a equipe da Copa do Mundo FIFA de 1990, mas sua contribuição consistiu em 45 minutos contra o Egito (empate de fase de grupos 1-1), em uma eventual saída de rodada de 16 na Itália. Sua última aparição internacional veio como um substituto em um empate 2-2 para a Polónia em 14 de outubro de 1992, em Roterdã, em uma partida de qualificação para a Copa do Mundo de 1994.